# Carl-Henning Wijkmark

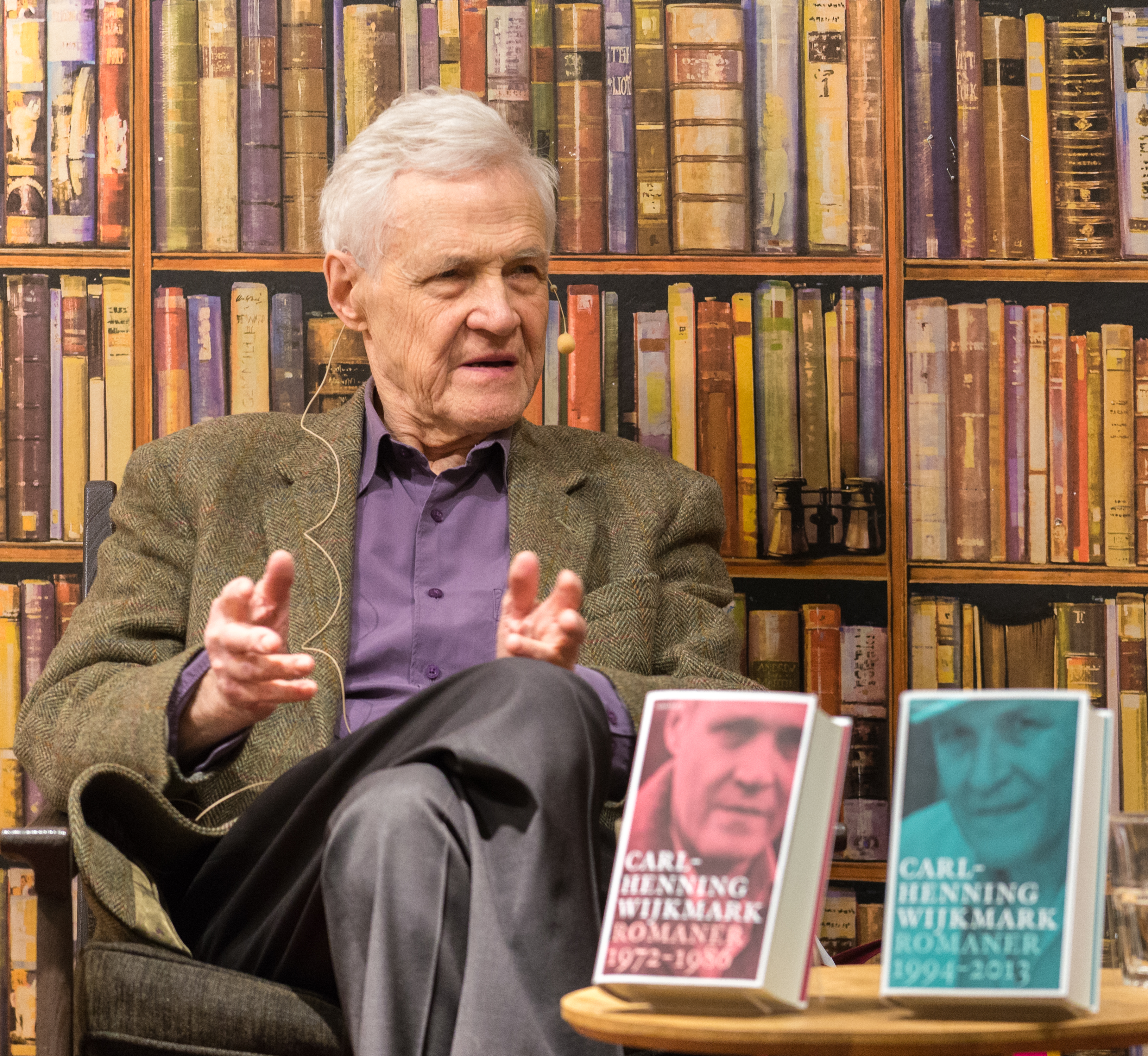
I samband med Carl-Henning Wijkmarks 80-årsdag i november 2014 utgavs en samlingsutgåva i två band – från debuten 1972 med Jägarna på Karinhall, via 2007 års Augustprisbelönade Stundande natten till och med hans sista roman Vi ses igen i nästa dröm, från 2013.

Johan Carl-Henning Wijkmark, född 21 november 1934 i Stockholm, död 4 september 2020 i Hedvig Eleonora distrikt i Stockholm, var en svensk författare, översättare och litteraturkritiker.

## Biografi
Wijkmark växte upp i ett akademikerhem där fadern Henning Wijkmark var teologie doktor och modern Magda Wijkmark, född Skylling, var ämneslärare. Wijkmark avlade filosofie kandidatexamen vid Lunds universitet 1957 och filosofie licentiatexamen vid Stockholms universitet 1967. Han var lärare vid Stockholms universitet och Statens biblioteksskola 1968–1970, innan han 1972 gjorde skönlitterär debut med Jägarna på Karinhall som handlar om de tyska nazistledarnas och framförallt Hermann Görings privatliv.
Under långa perioder var Wijkmark bosatt i Tyskland och i Frankrike. Wijkmark har bland annat översatt Friedrich Nietzsche och Walter Benjamin.
Wijkmark var halvbror till Kerstin Bernadotte. Han är begravd på Norra begravningsplatsen utanför Stockholm.

## Författarskap
Wijkmark debuterade skönlitterärt med den mycket okonventionella romanen Jägarna på Karinhall, en svart fars om våld och sexualitet under nazismen som utspelas på Herman Görings lantställe utanför Berlin.
Även fortsättningsvis hade Wijkmark ett europeiskt perspektiv i sitt författarskap, som i Sista dagar, om ett attentat i början av 1960-talet mot president de Gaulle, eller i Dacapo, en roman som speglar omvälvningarna i Europa 1989.
Wijkmark har kallats kosmopolit och litterär outsider, kanske mer uppskattad utomlands än vad han var i Sverige. Han var också den förste svenske författare någonsin som presenterades i den franska televisionens populära litteraturprogram Apostrophes. Hans romaner har dock fått mycket bra kritik även på hemmaplan och 2007 mottog han Augustpriset för romanen Stundande natten.
Wijkmark har som dramatiker bland annat skrivit historiedramat Sveaborg och det samhällskritiska debattstycket Den moderna döden som har framförts på scener i Sverige, Frankrike och Tyskland. Han har också gjort en betydande insats som översättare och presentatör av tysk och fransk efterkrigslitteratur och han har publicerat ett flertal essäsamlingar.
Wijkmark romaner har beskrivits som att de "bärs av en gäckande framåtrörelse men som slutar i den tomma osäkerheten om vad som kan styra livet, vad en människa kan vara. Vilket är den litterära grundfrågan." Ett författarskap i en "blandning av historisk neddykning och existentiell thriller".

### Översättningar
- Stormcentrum: modern tysk prosa (i urval och översättning av Stig Jonasson och Carl-Henning Wijkmark) (Prisma, 1964)
- Friedrich Nietzsche: Nietzsche (Prisma, 1966)
- Walter Benjamin: Bild och dialektik (Cavefors, 1969)
- Walter Benjamin: Essayer om Brecht (Cavefors, 1971)
- Lautréamont: Maldorors sånger (Les chants de Maldoror) (ill. Ragnar von Holten) (Cavefors, 1972)
- Henri Desroche: Marxismen och religionerna (Marxisme et religions) (Almqvist & Wiksell, 1973)
- Roger Vailland: 325 000 franc (325 000 francs) (översatt tillsammans med Marianne Wijkmark) (Prisma, 1979)
- Max Horkheimer och Theodor W. Adorno: Upplysningens dialektik: filosofiska fragment (Dialektik der Aufklärung) (översatt tillsammans med Lars Bjurman) (Röda bokförlaget, 1981)
- Friedrich Nietzsche: Den glada vetenskapen (Die fröhliche Wissenschaft) (Korpen, 1987)
- Walter Benjamin: Goethes "Valfrändskaperna" (Goethes Wahlverwandtschaften) (Symposion, 1995)

## Priser och utmärkelser
- 1986 – Doblougska priset
- 1986 – Sherlock-priset för Sista dagar
- 1994 – Gun och Olof Engqvists stipendium
- 2001 – Samfundet De Nios Särskilda pris
- 2003 – Övralidspriset
- 2007 – Gerard Bonniers pris
- 2007 – Lotten von Kraemers pris
- 2007 – Augustpriset för Stundande natten
- 2012 – Signe Ekblad-Eldhs pris